# Siergiej Goriaczew
Siergiej Władimirowicz Goriaczew, ros. Сергей Владимирович Горячев (ur. 22 października 1970 w Ożerielje, zm. 12 czerwca 2023 w obwodzie zaporoskim) – rosyjski generał major. Dowódca 201 Bazy Wojskowej w latach 2018–2022; szef sztabu 35 Armii Ogólnowojskowej. Zabity podczas inwazji Rosji na Ukrainę.

## Odznaczenia
- Order Męstwa (2005)[2]
- Order „Za zasługi wojskowe” (2008)[2]
- Order „Za zasługi dla Ojczyzny”[3]